# Paul Churchland
Paul Churchland, född 1942, är en analytisk filosof, verksam vid University of California i San Diego. Han tog sin filosofie doktorsexamen vid University of Pittsburgh. Churchland är gift med filosofkollegan Patricia Churchland.